# Риккенбах (Базель-Ланд)
Риккенбах (нем. Rickenbach BL) — коммуна в Швейцарии, в кантоне Базель-Ланд. 
Входит в состав округа Зиссах. Население составляет 556 человек (на 31 декабря 2007 года). Официальный код  —  2857.